# Ина (певица)
 Тази статия е за българската певица.  За румънската певица Inna вижте Ина.  
Ина е българска попфолк певица.

## Биография
Родена е като Антонина Евгениева Андонова[източник? (Поискан преди 66 дни)] на 28 юли 1976 г. в Ямбол. Учи в музикална паралелка с народно пеене в Кюстендил. Завършва специалност „Поп и джаз пеене“ в Нов български университет и „Музикална педагогика“ – магистър в Софийския университет „Климент Охридски“.[източник? (Поискан преди 66 дни)]
През 1996 г. участва на конкурса „Златният Орфей“ в секцията за млади изпълнители.
През 1999 г. излизат хитовата песен и едноименният албум „Зелено“, с която Ина остава запомнена.
През март 2003 г. става първата попфолк певица, която се снима за българското издание на „Плейбой“. На следващата година се оттегля от сцената. Към 2019 година работи като учителка в детска градина в София.

## Дискография

### Студийни албуми
- Супер момиче (1998)
- Зелено (1999)
- Забранено-позволено (2000)
- Пленено сърце (2002)